# Mica Câmpie Ungară
Mica Câmpie Ungară sau Alföldul Mic (în maghiară Kisalföld, în slovacă Malá dunajská kotlina, în germană Kleine Ungarische Tiefebene) este o câmpie de aproximativ 8.000 km² situată în nord-vestul Ungariei, sud-vestul Slovaciei  și în estul Austriei. Aparține Bazinului Panonic, fiind în fapt un subbazin de sedimentare al acestuia.